# Sitalcas ruralis
Sitalcas ruralis là một loài nhện trong họ Linyphiidae.
Loài này thuộc chi Sitalcas. Sitalcas ruralis được miêu tả năm 1938 bởi Bishop & Crosby.